# Tierheim Mannheim
Das Tierheim Mannheim ist ein vom Tierschutzverein für Mannheim und Umgebung e. V. betriebenes Tierheim auf der Friesenheimer Insel im Nordwesten der Stadt Mannheim.

## Geschichte

### Anfänge, Gründung und Erster Weltkrieg
Die Anfänge des organisierten Mannheimer Tierschutzes lagen bereits im späten 19. Jahrhundert; Pferde waren dieser Tage das primäre Transport- und Fortbewegungsmittel. Im Generalanzeiger Mannheim vom 30. Juni 1889 war zu lesen:

„Thierschutzverein. Aus unserem Leserkreis erhalten wir folgende beachtens-werthe Anfrage: ‚Sollte es nicht möglich sein, daß hier ein Thierschutzverein ins Leben gerufen wird? Es kommen an den Ausladeplätzen am Neckarvorland so viele Fälle von Pferdeschinderei rohester Art vor, daß es endlich Zeit wäre, daß diesem empörenden Unfug Einhalt gethan wird.‘“

Der Generalanzeiger schrieb am 17. September 1891 erneut:

„Gründung eines Thierschutzvereines. Der Gedanke der Gründung eines Thierschutzvereines in unserer Stadt scheint in der hiesigen Einwohnerschaft lebhafte Sympathien gefunden zu haben. So erhalten wir neuerdings von geschätzter Seite folgende Zuschrift: ‚Die in Ihrem geschätzten Blatt vorgestern gebrachte Notiz über die Nothwendigkeit eines Thierschutzvereines in Mannheim wird gewiß von Vielen freudig begrüßt. Es ist ganz unverständlich, daß man in hiesiger Stadt einen solchen Verein dem Anschein nach noch nicht für nothwendig hält, während in allen größeren Städten ein solcher Schutz besteht.‘“

Im April des Jahres 1901 wurde der Tierschutzverein Mannheim beim Registergericht als Verein eingetragen. Ebenfalls entstand das erste Mannheimer Tierheim am Waldpark auf der Reißinsel im Stadtteil Lindenhof, damals noch weit außerhalb der Wohnbebauung.
Im Jahr 1917 bestand der Verein aus 406 Mitgliedern. „Die Reste des noch vorhandenen Personals der Stadtgärtnerei taten das Nötigste zur Erhaltung der Vogelwelt.“, berichteten die Badischen Neuesten Nachrichten am 29. Mai 1917 anlässlich der 19. Mitgliederversammlung des Vereins über die damaligen Aktivitäten, nachdem die Winterfütterung seinerzeit mangels Futter ausfallen musste.

### Zwischenkriegszeit und Zweiter Weltkrieg
Nach dem Ersten Weltkrieg stand der Tierschutzverein Mannheim vor einem Neuaufbau. Der Verein verfügte über 344 Mitglieder. Der Pachtvertrag des Grundstückes des Tierheimes am Waldpark war gekündigt. Mannheimer Tierschützer entschlossen sich, die Gebäude zu kaufen und mit der Stadt für das Gelände einen eigenen Pachtvertrag abzuschließen.
Das Futter der Tiere im Tierheim bestand aus Abfällen des städtischen Krankenhauses und des Schlachthofes. Das tägliche Pflegegeld für einen Hund betrug je nach Größe zwischen 80 Pfennigen und 1,50 Mark. Die Stadt verfügte über kein Geld für dringende Reparaturen im Tierheim. Man stellte dem Tierschutzverein einem Bericht der „Neuen Mannheimer Zeitung“ vom 29. August 1925 zufolge lediglich einen Kredit zur Verfügung. Der Tierschutzverein bezog seine neue Geschäftsstelle in den Mannheimer Quadraten R 3, 12.
Im Jahr 1925 verfügte Mannheim über einen hauptberuflichen Hundefänger, der streunende Hunde sowie Hunde ohne Steuermarke einfing und in das Tierheim brachte. Tierbesitzer hatten drei Tage Zeit sich zu melden; anschließend konnte es vom Tierheim „verkauft oder getötet“ werden.  So berichtete Tierheimleiter Zimmermann laut „Neue Mannheimer Zeitung“ vom 14. September 1929, dass im Jahre 1927 etwa 2000 Hunde im Tierheim erschossen wurden, „an manchen Tagen bis zu 70 Stück“. Die Stadt hatte die Hundesteuer auf die deutsche Rekordhöhe von 63.000 Mark erhöht.
Auch nachdem Ludwigshafen einen eigenen Tierschutzverein ins Leben rief, behielt der Verein seinen Namen Tierschutzverein Mannheim-Ludwigshafen bei, zählte jedoch nur rund 1000 Mitglieder.
Der Verein sprach sich gegen das Quälen von Tieren aus und bemängelte, dass noch viele Pferdefuhrwerke ohne Bremse fuhren, was für die Tiere an den Straßengefällen der Rheinbrücke, der Lindenhofüberführung und des Neckarauer Überganges zur reinen Tierquälerei wurde.
Im Jahr 1930 schloss der damalige 1. Vorsitzende, der Hauptlehrer Linder, die Mitgliederversammlung mit den Worten: „Wenn wir um den Tierschutz kämpfen, so kämpfen wir für die Menschlichkeit.“ Im gleichen Jahr fand unter seiner Leitung die erste große Veranstaltung anlässlich des Welttierschutztages in Mannheim statt. In der Folge stellte die Stadt Mannheim dem Verein 1932 neue Geschäftsräume in den Mannheimer Quadraten T 2, 14 kostenfrei zur Verfügung. Symbol des Vereines war der heilige Franziskus mit den Tieren.
Im Juli 1935 erhielt der Tierschutzverein Mannheim-Ludwigshafen den Namen „Tierschutzverein Mannheim und Umgebung“ und mit August Ersig gleichzeitig einen neuen Vorstand. Die Mitgliedschaft traf sich im „Ballhaus“ zur außerordentlichen Mitgliederversammlung. Man nahm eine vorgegebene Einheitssatzung des Reichstierschutzvereines an, der dem Reichsministerium des Innern unterstellt war.
Bis 1945 wurde Mannheim Ziel von über 150 Luftangriffen. Das Tierheim am Waldpark wurde zweimal zerstört.

### Wiedererrichtung in der Bundesrepublik
In den ersten beiden Jahren nach Kriegsende existierte in Mannheim kein organisierter Tierschutz mehr. Nur einige wenige Mannheimer Tierschützer kümmerten sich um das zerstörte Tierheim im Waldpark.
Im Jahr 1947 reagierte der erste Vorsitzende Hermann Kunze auf Aufforderungen mehrerer Tierschützer und rief den Tierschutzverein wieder ins Leben.
Im August 1949 geriet Kunze als Vorsitzender des Tierschutzvereines in die öffentliche Kritik, weil er ohne Beschluss der Mitgliedschaft das wieder aufgebaute Tierasyl im Waldpark mit dem dazugehörenden Wohnhaus an einen Hundeverein verkaufen wollte. Mit den folgenden Streitigkeiten litt das Ansehen des Vereines so sehr, dass es schließlich zu einem vorübergehenden Ruhen der Vereinstätigkeit kam. Das Tierheim im Waldpark ging an die Stadt über.
Am 1. Juli 1952 berichteten der Mannheimer Morgen und die Rhein-Neckar-Zeitung von einer Versammlung von 60 Tierschützern im Mannheimer Lokal „Zähringer Löwen“. Bei dieser Zusammenkunft wurde der Tierschutzverein Mannheim neu gegründet. Hermann Kunze wurde erneut 1. Vorsitzender, Fritz Heß wurde Vize-Vorsitzender. In dem Bericht des Mannheimer Morgen war weiter zu lesen: „Das Tierasyl im Waldpark – früher eine Domäne des Tierschutzvereines – war in den Nachkriegsjahren durch Ernst Hastreiter (...) zu einer Pflegestätte für herrenlose Tiere geworden (...). Das Asyl ist nun von der Stadtverwaltung an den Verband für das deutsche Hundewesen verpachtet worden, dem der zweite Vorsitzende des Tierschutzvereins, F. Heß, als Präsident vorsteht.“
Heß unterhielt das Tierheim weiter als Asyl für herrenlose Hunde und Katzen und nahm in der Urlaubszeit auch Pflegetiere auf. Wegen der „beträchtlichen Zahl der im Stadtgebiet aufgefundenen Hunde und Katzen, die dem amtlichen Fänger in die Schlinge fallen“ (Mannheimer Morgen vom 28. Juli 1952), war die Stadt mit den Unterbringungsmöglichkeiten aber noch immer unzufrieden. Heß, so der Mannheimer Morgen weiter, „wird der Mitarbeit des Tierschutzvereins, der Stadtverwaltung und letztlich aller Tierfreunde bedürfen, um das neue Tierheim zu einer Stätte des Tierschutzes aufzubauen“.
Nach einem Zeitungsbericht im September 1954 wurden im Tierheim täglich fünf bis sechs Hunde eingeliefert. In den beiden vergangenen Jahren seien es über 5000 gewesen, von denen die meisten als nicht vermittelbar eingeschläfert wurden.

Mitgliedskarte des Tierschutzvereins Mannheim e. V. aus dem Jahr 1955

Von personellen Schwierigkeiten bis zu unklaren Kassenverhältnissen reichten die Vorwürfe, von denen zeitweise in der Presse zu lesen war. Ein erst wenige Monate zuvor gewählter Vorstand trat Anfang Juli 1955 wieder ab. Am 9. Juli 1955 titelte der Mannheimer Morgen: „Erfreulicher Auftrieb beim Tierschutzverein“ und berichtete, dass der Kriminaldirektor Oskar Riester sich auf erneute Bitte vieler Mannheimer Tierschützer zur Wahl stellte und mit großer Mehrheit zum Ersten Vorsitzenden des Vereines gewählt wurde. Der Verein erhielt eine neue Satzung und der Mitgliedsbeitrag betrug 5,- DM pro Jahr. Das Tierheim kam auf Betreiben Riesters ein Jahr später wieder unter alleinige Verwaltung des Tierschutzvereines und aufwendige Umbaumaßnahmen wurden begonnen.
Im Jahr 1957 wurde Caterina Valente prominentes Mitglied im Verein.
Mitten in den Erweiterungen und Baumaßnahmen im alten Tierheim erhielt der Verein die Nachricht, dass das Tierasyl der Wohnbebauung am Waldpark weichen musste. Am 7. August 1958 titelte der Mannheimer Morgen: „Das Tierasyl am Rande des Waldparkes muss verschwinden“. Es störte bei der weiteren Bebauung des Niederfeldes. Die Frage nach einem neuen Standort beschäftigte Stadtplaner und Vereinsmitglieder.
Zum Welttierschutztag im Jahr 1959 sollte mit einer groß angelegten Straßen- und Haussammlung für das neue Tierheim gesammelt werden. Mehrere Mannheimer Schulen wurden angeschrieben. Am Sammeltag waren mehr als 500 Sammler mit Spendenbüchsen unterwegs.
Die alljährliche Straßensammlung des Tierschutzvereines anlässlich des Welttierschutztages brachte mehr als 10.000,- DM ein. Im Jahr 1966 wurden noch im alten Tierheim 453 Hunde und 196 Katzen beherbergt. 186 Hunde und fast alle Katzen wurden wegen Krankheit, Verletzungen oder weil sie einfach nicht zu vermitteln waren, eingeschläfert.

### Umzug zum heutigen Standort

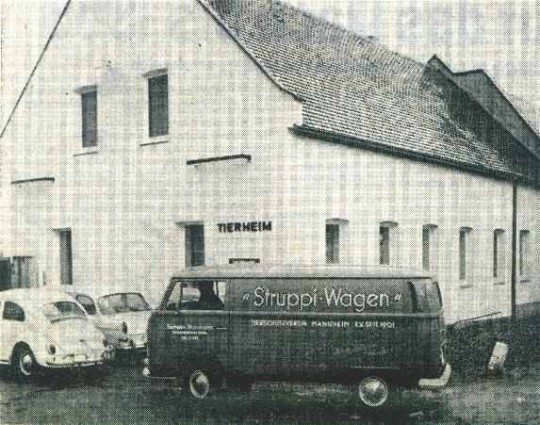
Außenansicht des Mannheimer Tierheims im Jahr 1967

Am 22. März 1965 schlug die Stadt die Friesenheimer Insel als Standort des neuen Tierheimes vor. Der Tierschutzverein war einverstanden. Vom 19. bis zum 21. Oktober dieses Jahres zog das Tierheim in das neue Gelände auf der Insel um. Dort waren Fundamente, Stallungen und Wirtschaftsgebäude des seit wenigen Jahren nicht mehr bewirtschafteten Gutshofes „Weisbrod“ für 431.000 Mark umgebaut worden.
Einem Bericht des Mannheimer Morgen zufolge war das Mannheimer Tierheim nun das modernste in der ganzen Bundesrepublik. Das Gelände gehörte der Stadt Mannheim. Von ihr wurde auch der Umbau hauptsächlich finanziert. 20 Hunde- und 21 Katzenboxen standen zur Verfügung.
Ein neues, zusätzliches Hundehaus mit weiteren 30 Hundeboxen wurde auf Kosten des Tierschutzvereines gebaut. Der damalige Innenminister Walter Krause stand für diesen Zweck im Oktober 1967 mit der Sammelbüchse auf dem Paradeplatz. Das neue Tierheim verfügte zum Jahresende auch über eine Futterküche mit einem 100-Liter-Schnellkochkessel im Wert von 3.400 Mark. Um die Anlage kümmerte sich zu dieser Zeit der Tierheimverwalter Walter Dauth und um die Tiere die beiden Tierärzte Dr. Heinrich Bachmann und Dr. Herbert Boos.
Die Personalkosten im Jahr 1970 betrugen für das gesamte Tierheimpersonal 34.400,- Mark. Das Vereinsvermögen wurde auf 150.000,- Mark beziffert. Der Verein hatte neben dem Vorstand einen Beirat aus zwölf Personen im Alter von 17 bis 85 Jahren.
Im Jahr 1981 plante die Stadt den Anschluss des Tierheimes an die Trinkwasserversorgung. Bisher hatte nur Brunnenwasser zur Verfügung gestanden, welches jedoch nach neuen Messungen auf der Friesenheimer Insel zu stark mit Schadstoffen belastet gewesen war.
Während von 1982 bis 1997 der zweite Vorsitz fünfmal wechselte, führte Franz Kühner den Verein 24 Jahre lang bis zum März 2006 und wurde danach Ehrenvorsitzender der Mannheimer Tierschützer. Neuer Vorsitzender wurde Herbert Rückert, der dieses Amt bis heute bekleidet.

## Aktuelles

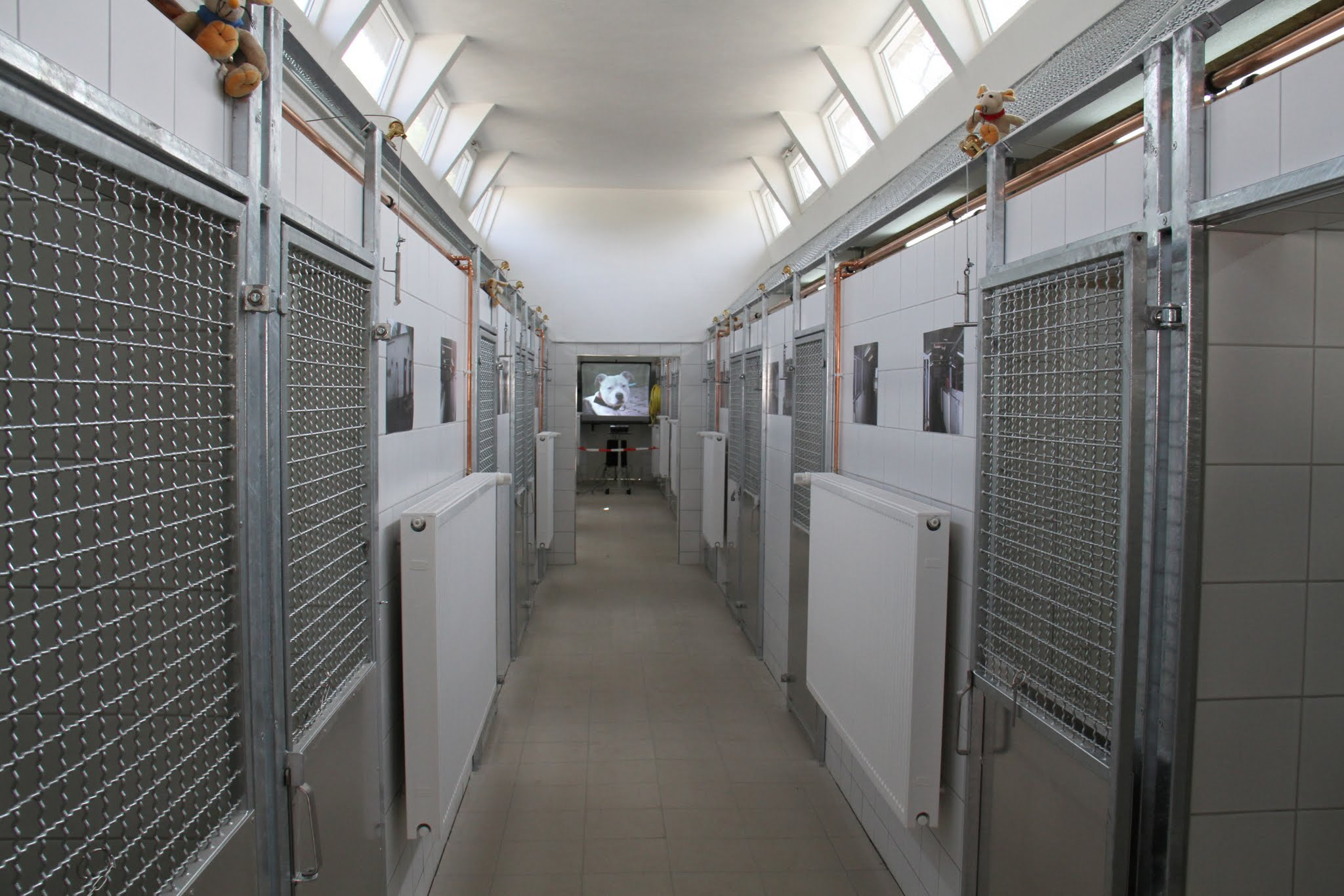
Innenansicht des unteren Hundehauses nach dessen Sanierung bei der Eröffnungsfeier am 30. März 2014

Im Mai 2013 wurde mit der Sanierung des großen Hundehauses (unteres Hundehaus) mit seinen 30 Zwingern begonnen. Die Bauarbeiten wurden im März 2014 abgeschlossen. Am 30. März 2014 fand die feierliche Eröffnung statt.
Trotz Problemen mit der Finanzierung des Baus, konnte das Projekt erfolgreich abgeschlossen werden. Insgesamt wurden mehr als 270.000 Euro investiert, von denen 200.000 Euro über Spenden finanziert wurden; der Rest wurde vom Tierschutzverein zugeschossen.

## Reptilienabteilung

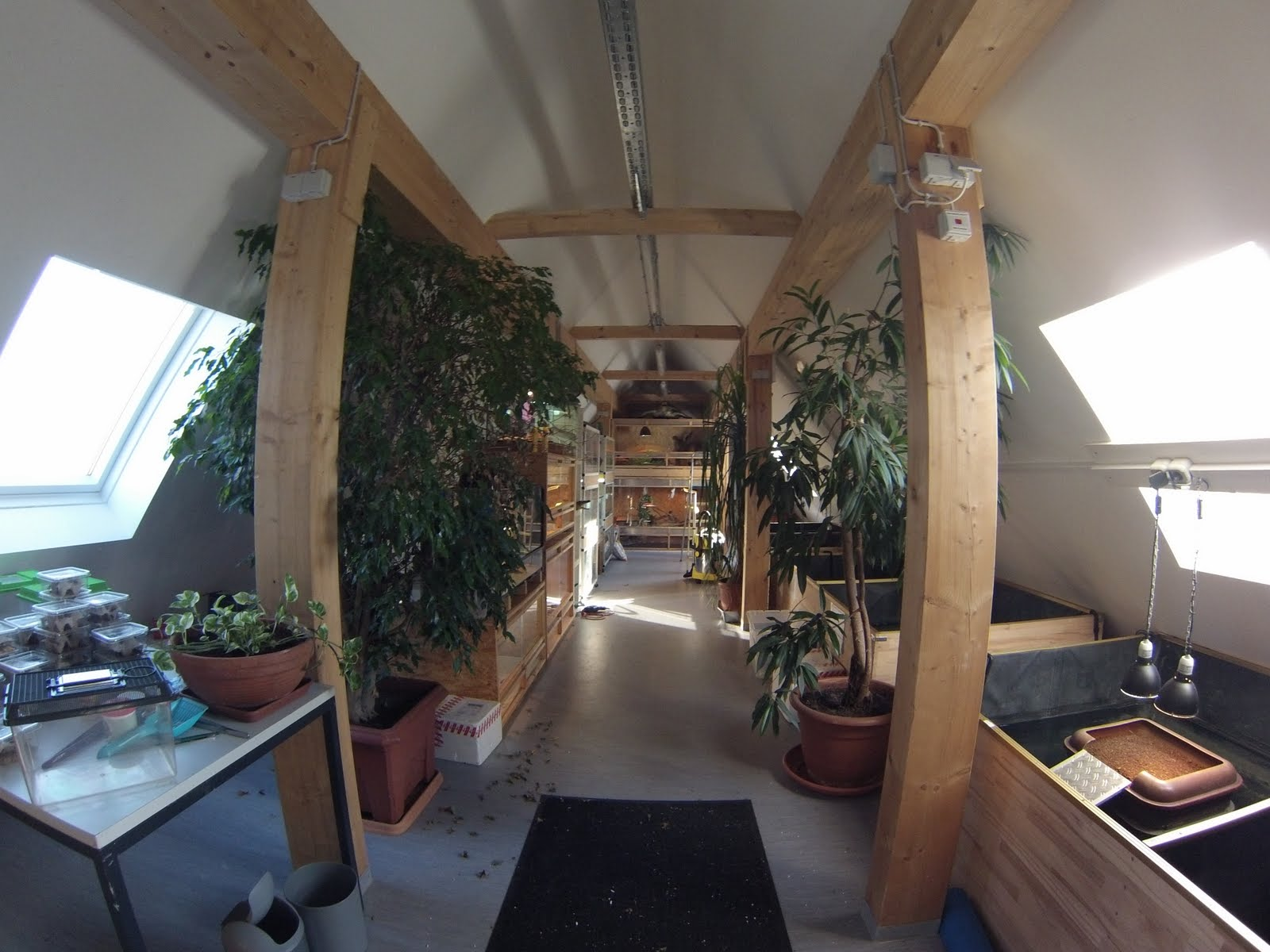
Innenansicht der Reptilienabteilung im Tierheim Mannheim

Im Oktober 2012 wurde das neue Katzen- und Reptilienhaus in Betrieb genommen. Im Obergeschoss des Katzenhauses wurde eine Reptilienabteilung eingerichtet, die binnen kürzester Zeit mit Schlangen, Echsen und Schildkröten befüllt war. Das neue Gebäude wurde am Tag der offenen Tür im Jahr 2012 feierlich vor mehr als 4000 Besuchern eröffnet.
Mit der Reptilienabteilung verfügt das Tierheim Mannheim über die erste Einrichtung dieser Art in einem Tierheim in Baden-Württemberg. Presse, Rundfunk und Fernsehen berichteten in den Folgemonaten nach der Eröffnung mehrfach.

## Tierfriedhof
Der Tierschutzverein für Mannheim und Umgebung e. V. betreibt einen Tierfriedhof in Mannheim-Neckarau in der Donaustraße in Höhe Innstraße. Die Anlage wurde im August 2004 in Betrieb genommen. Im Schnitt wurden hier seither pro Jahr etwa 70–80 Tiere beigesetzt. Die Einrichtung steht nicht nur Mannheimer Tierhaltern, sondern auch Tierhaltern aus anderen Städten und Gemeinden zur Verfügung.

## Sonstiges
Jährlich findet im Tierheim Mannheim ein Tag der offenen Tür statt, an dem über die Arbeit und Aufgaben des Tierschutzvereins informiert wird. Im Jahr 2012 konnten über 5000 Besucher gezählt werden. Zudem bieten viele Aussteller Informationen und Produkte an. Es besteht die Möglichkeit, die Einrichtungen wie das neu gebaute Katzenhaus zu besichtigen und dem Personal Fragen zu stellen. Sämtliche Einnahmen dieser Veranstaltung kommen ausschließlich dem Tierschutz zugute.
Die Vermittlungsseite bietet einen stets aktuellen Überblick über Tiere, die ein neues zu Hause suchen. Über die Social-Media-Plattformen Facebook, Google+ und Twitter kann man dem Tierschutzverein Mannheim darüber hinaus auch folgen.